# Ваканция (филм, 2015)
Вижте пояснителната страница за други значения на Ваканция.
„Ваканция“ (на английски: Vacation) е американски филм от 2015 година, комедия на режисьорите Джонатан Голдстейн и Джон Франсис Дейли по техен собствен сценарий.
Това е петият филм от поредицата, започнала през 1983 година със „Семейство Гризлоуд във ваканция“ („National Lampoon's Vacation“). Сюжетът е развит около пътуване на семейство до отдалечен увеселителен парк, мотивирано от желанието на бащата да се сближи с децата си. Главните роли се изпълняват от Ед Хелмс, Кристина Апългейт, Лесли Ман, Бевърли Д'Анджело, Чеви Чейс.